# Rhododendron hameliiflorum
Rhododendron hameliiflorum är en ljungväxtart som beskrevs av Herbert Fuller Wernham. Rhododendron hameliiflorum ingår i släktet rododendron, och familjen ljungväxter. Inga underarter finns listade i Catalogue of Life.